# Changgang
Changgang es un condado de Corea del Norte ubicado en la provincia de Chagang.
Originalmente, formó parte de Kanggye, pero se separó para formar un nuevo condado en 1949. Comparte fronteras con Chasong al norte, con Songgan al sur, con Hwapyong y Nangrim al este y con Kanggye y Sijung al oeste.
El terreno de Changgang es montañoso y presenta con varios accidentes geográficos. Las Montañas de Kangnam se sitúan al noreste y las Montañas Chogyuryong al suroeste. El pico más alto es Kumpasan, de 1918 metros de altura, emplazado a lo largo de la frontera norte.
Changgang está comunicada a través de una carretera y mediante un ferrocarril que pasa por el sureste. Existen algunas fábricas de bebidas y farmacéuticas. A lo largo del río Chongsong se cultiva el arroz. En las tierras altas se cultivan otro tipo de granos, así como uvas. Existen también minas para la explotación de zinc.